# Olindia
Olindia is een geslacht van vlinders uit de familie van de Tortricidae (Bladrollers). Het geslacht werd voor het eerst wetenschappelijk beschreven door Achille Guenée in 1845.

## Soorten
Het genus bevat de volgende soort:

- Olindia schumacherana Fabricius, 1787